# Robert Francotte
Pour les articles homonymes, voir Francotte.
Robert Francotte, né le 31 octobre 1894 à Paris et mort le 9 juin 1985 à Fleury-Mérogis, est un homme politique français, membre du Parti communiste français.

## Détail des fonctions et des mandats
Mandat parlementaire
- 8 juin 1958 - 26 avril 1959 : Sénateur de la Seine
  - Nommé membre de la commission des finances, du contrôle budgétaire, et des comptes économiques de la Nation (21 janvier 1959)

Mandats locaux
- 1945 - 1965 : Conseiller municipal de Paris (14e arrondissement)

## Publication
- Une vie de militant communiste, préface de Georges Cogniot ; introduction d'Hélène Parmelin, Paris, le Pavillon, 1973, 317-[8] pages[2]